# Felipe Vargas
Felipe Vargas (17 de enero de 1978) es un deportista brasileño que compitió en judo. Ganó dos medallas en el Campeonato Panamericano de Judo en los años 1996 y 1997.

## Palmarés internacional
| Campeonato Panamericano | Campeonato Panamericano | Campeonato Panamericano | Campeonato Panamericano |
| Año                     | Lugar                   | Medalla                 | Categoría               |
| ----------------------- | ----------------------- | ----------------------- | ----------------------- |
| 1996                    | San Juan (Puerto Rico)  | Medalla de plata        | +95 kg                  |
| 1997                    | Guadalajara (México)    | Medalla de bronce       | +95 kg                  |